# Антипинська сільська рада
Анти́пинська сільська рада (рос. Антипинский сельский совет) — сільське поселення у складі Тогульського району Алтайського краю Росії.
Адміністративний центр — село Антипино.

## Населення
Населення — 1675 осіб (2019; 1860 в 2010, 2166 у 2002).

## Склад
До складу сільської ради входять:
| Населений пункт | Населення, осіб (2002) | Населення, осіб (2010) |
| --------------- | ---------------------- | ---------------------- |
| Антипино, село  | 1583                   | 1423                   |
| Бураново, село  | 251                    | 180                    |
| Колонково, село | 332                    | 257                    |